# Liste der Nummer-eins-Hits in Spanien (2015)
Diese Liste der Nummer-eins-Hits basiert auf den offiziellen Charts (Top 100 Canciones + Streaming und Top 100 Álbumes) der Productores de Música de España (Promusicae), der spanischen Landesgruppe der IFPI. Mit der ersten Ausgabe des Jahres wurde auch das Musikstreaming bei den vier größten Anbietern des Landes in die Wertung der Singles einbezogen. Davor waren es reine Verkaufscharts und auch nur Top-50-Positionen.
Bis zum 6. Juli war jeweils der Montag der bevorzugte Veröffentlichungstag von Neuerscheinungen, entsprechend reichte die Chartwoche von Montag bis Sonntag. Im Zuge der weltweiten Vereinheitlichung der Veröffentlichungen an den New Music Fridays wurde mit dem 10. Juli auf eine Chartwoche von Freitag bis Donnerstag umgestellt. In Spanien wurde deshalb die 28. Chartwoche auf die vier Tage von 6. bis 9. Juli verkürzt.

## Singles
| ← 2014 ← | Liste der Nummer-eins-Hits in Spanien | Liste der Nummer-eins-Hits in Spanien               | Liste der Nummer-eins-Hits in Spanien                                                                                                 | 2016 → |
| \| Zeitraum \| Wo. ges. \| Interpret \| Titel Autor(en) \| Zusätzliche Informationen \| \| (Zeitraum, Wochen auf Platz eins, Interpret, Titel, Autor[en], zusätzliche Informationen) \| \| \| \| \| \| ----------------------------------------------------------------------------------------- \| -------- \| --------------------------------------------------- \| ------------------------------------------------------------------------------------------------------------------------------------- \| --------------------------------------------------------------------------------------------------------------------------------------------------------------------------------------------------- \| \| 29. Dezember 2014 – 18. Januar 2015 3 Wochen (insgesamt 6) \| 6 \| David Guetta feat. Sam Martin \| Dangerous David Guetta, Giorgio Tuinfort, Sam Martin, Jason Evigan, Lindy Robbins \| – \| \| 19. Januar 2015 – 15. Februar 2015 4 Wochen \| 4 \| Mark Ronson feat. Bruno Mars \| Uptown Funk! Mark Ronson, Jeff Bhasker, Bruno Mars, Philip Lawrence \| – \| \| 16. Februar 2015 – 1. März 2015 2 Wochen \| 2 \| Ellie Goulding \| Love Me like You Do Max Martin, Savan Kotecha, Ali Payami, Tove Nilsson, Ilya Salmanzadeh \| – \| \| 2. März 2015 – 5. Juli 2015 18 Wochen \| 18 \| Nicky Jam & Enrique Iglesias \| El perdón Nicky Jam \| – \| \| 6. Juli 2015 – 17. September 2015 11 Wochen (insgesamt 11) \| 11 \| Gente de Zona feat. Marc Anthony \| La gozadera Alexander Delgado Hernandez, Randy Malcom Martinez Amey \| – \| \| 18. September 2015 – 1. Oktober 2015 2 Wochen \| 2 \| J Balvin \| Ginza José Alvaro Osorio Balvin, Alejandro Ramírez Suárez, Rene David Cano Rios, Salomón Villada Hoyos, Carlos Alejandro Patiño Gómez \| In seiner Heimat bis in die USA hinein ist der kolumbianische Reggaetonsänger schon länger erfolgreich, sein Durchbruch in Europa kam 2014 als Gast bei Innas Cola Song, ein Top-10-Hit in Spanien. \| \| 2. Oktober 2015 – 22. Oktober 2015 3 Wochen \| 3 \| Cali y El Dandee feat. Juan Magán & Sebastián Yatra \| Por fin te encontré \| – \| \| 23. Oktober 2015 – 12. November 2015 3 Wochen \| 3 \| Adele \| Hello Greg Kurstin, Adele Adkins \| – \| \| 13. November 2015 – 10. März 2016 17 Wochen \| 17 \| Justin Bieber \| Sorry Justin Bieber, Sonny Moore, Justin Tranter, Julia Michaels, Michael Tucker \| – \| |                                       |                                                     | | |
| ← 2014 |                                       |                                                     | | → 2016 → |
| Zeitraum | Wo. ges.                              | Interpret                                           | Titel Autor(en) | Zusätzliche Informationen |
| (Zeitraum, Wochen auf Platz eins, Interpret, Titel, Autor[en], zusätzliche Informationen) |                                       |                                                     | | |
| 29. Dezember 2014 – 18. Januar 2015 3 Wochen (insgesamt 6) | 6                                     | David Guetta feat. Sam Martin                       | Dangerous David Guetta, Giorgio Tuinfort, Sam Martin, Jason Evigan, Lindy Robbins                                                     | – |
| 19. Januar 2015 – 15. Februar 2015 4 Wochen | 4                                     | Mark Ronson feat. Bruno Mars                        | Uptown Funk! Mark Ronson, Jeff Bhasker, Bruno Mars, Philip Lawrence                                                                   | – |
| 16. Februar 2015 – 1. März 2015 2 Wochen | 2                                     | Ellie Goulding                                      | Love Me like You Do Max Martin, Savan Kotecha, Ali Payami, Tove Nilsson, Ilya Salmanzadeh                                             | – |
| 2. März 2015 – 5. Juli 2015 18 Wochen | 18                                    | Nicky Jam & Enrique Iglesias                        | El perdón Nicky Jam | – |
| 6. Juli 2015 – 17. September 2015 11 Wochen (insgesamt 11) | 11                                    | Gente de Zona feat. Marc Anthony                    | La gozadera Alexander Delgado Hernandez, Randy Malcom Martinez Amey                                                                   | – |
| 18. September 2015 – 1. Oktober 2015 2 Wochen | 2                                     | J Balvin                                            | Ginza José Alvaro Osorio Balvin, Alejandro Ramírez Suárez, Rene David Cano Rios, Salomón Villada Hoyos, Carlos Alejandro Patiño Gómez | In seiner Heimat bis in die USA hinein ist der kolumbianische Reggaetonsänger schon länger erfolgreich, sein Durchbruch in Europa kam 2014 als Gast bei Innas Cola Song, ein Top-10-Hit in Spanien. |
| 2. Oktober 2015 – 22. Oktober 2015 3 Wochen | 3                                     | Cali y El Dandee feat. Juan Magán & Sebastián Yatra | Por fin te encontré | – |
| 23. Oktober 2015 – 12. November 2015 3 Wochen | 3                                     | Adele                                               | Hello Greg Kurstin, Adele Adkins | – |
| 13. November 2015 – 10. März 2016 17 Wochen | 17                                    | Justin Bieber                                       | Sorry Justin Bieber, Sonny Moore, Justin Tranter, Julia Michaels, Michael Tucker                                                      | – |

## Alben
| ← 2014 ← | Liste der Nummer-eins-Hits in Spanien | Liste der Nummer-eins-Hits in Spanien | Liste der Nummer-eins-Hits in Spanien | 2016 → |
| \| Zeitraum \| Wo. ges. \| Interpret \| Titel \| Zusätzliche Informationen \| \| (Zeitraum, Wochen auf Platz eins, Interpret, Titel, zusätzliche Informationen) \| \| \| \| \| \| ------------------------------------------------------------------------------ \| -------- \| ------------------- \| --------------------------------- \| -------------------------------------------------------------------------------------------------------------------------------------------------------------------------------------------------------------------------------------------------------------------------------------------------------------------------------------------------------------------------------------------------------------------------------------------------------------- \| \| 1. Dezember 2014 – 1. Februar 2015 9 Wochen (insgesamt 12) \| 12 \| Pablo Alborán \| Terral \| – \| \| 2. Februar 2015 – 8. Februar 2015 1 Woche \| 1 \| Diana Krall \| Wallflower \| – \| \| 9. Februar 2015 – 15. Februar 2015 1 Woche (insgesamt 12) \| 12 \| Pablo Alborán \| Terral \| – \| \| 16. Februar 2015 – 22. Februar 2015 1 Woche \| 1 \| Calum \| Hey Babe! \| Schon im Vorjahr hatten die Oviedo-Zwillinge aus La Voz Kids ein Nummer-eins-Album, ohne im Wettbewerb vorne gewesen zu sein. Auch der irischstämmige Calum Heaslip schied früh aus und hat jetzt ein Album auf Platz 1. \| \| 23. Februar 2015 – 1. März 2015 1 Woche \| 1 \| Sweet California \| Break of Day \| Bereits zehn Monate zuvor war das Debütalbum der Girlband auf Platz drei eingestiegen. Eine Neuauflage mit Bonussongs und DVD[2] ließ das Album noch einmal auf Platz eins steigen. \| \| 2. März 2015 – 8. März 2015 1 Woche (insgesamt 4) \| 4 \| Joaquín Sabina \| 500 noches para una crisis \| – \| \| 9. März 2015 – 15. März 2015 1 Woche \| 1 \| Madonna \| Rebel Heart \| – \| \| 16. März 2015 – 22. März 2015 1 Woche (insgesamt 4) \| 4 \| Joaquín Sabina \| 500 noches para una crisis \| – \| \| 23. März 2015 – 29. März 2015 1 Woche \| 1 \| Loquillo & Nu Niles \| Código rocker \| – \| \| 30. März 2015 – 12. April 2015 2 Wochen (insgesamt 4) \| 4 \| Joaquín Sabina \| 500 noches para una crisis \| – \| \| 13. April 2015 – 19. April 2015 1 Woche \| 1 \| Auryn \| Circus Avenue \| – \| \| 20. April 2015 – 26. April 2015 1 Woche \| 1 \| Maná \| Cama incendiada \| − \| \| 27. April 2015 – 3. Mai 2015 1 Woche (insgesamt 2) \| 2 \| Gemeliers \| Mil y una noches \| – \| \| 4. Mai 2015 – 7. Juni 2015 5 Wochen (insgesamt 10) \| 10 \| Alejandro Sanz \| Sirope \| – \| \| 8. Juni 2015 – 14. Juni 2015 1 Woche \| 1 \| Robe \| Lo que aletea en nuestras cabezas \| Mit seiner Band Extremoduro hatte Robe Iniesta bereits drei Nummer-eins-Alben. Sein Solodebüt nach 28 Jahren mit der Band stieg ebenfalls an die Chartspitze. \| \| 15. Juni 2015 – 21. Juni 2015 1 Woche (insgesamt 10) \| 10 \| Alejandro Sanz \| Sirope \| – \| \| 22. Juni 2015 – 28. Juni 2015 1 Woche \| 1 \| Abraham Mateo \| Who I Am \| Mateos zweites Album war bereits Ende 2014 auf Platz 5 eingestiegen und schien nach 33 Wochen bereits wieder auf dem Weg aus den Charts, als es überraschend von Platz 93 auf Platz 1 stieg. \| \| 29. Juni 2015 – 5. Juli 2015 1 Woche (insgesamt 10) \| 10 \| Alejandro Sanz \| Sirope \| – \| \| 6. Juli 2015 – 9. Juli 2015 1 Woche (insgesamt 2) \| 2 \| Gemeliers \| Mil y una noches \| – \| \| 10. Juli 2015 – 23. Juli 2015 2 Wochen (insgesamt 10) \| 10 \| Alejandro Sanz \| Sirope \| – \| \| 24. Juli 2015 – 20. August 2015 4 Wochen \| 4 \| Antonio José \| El viaje \| – \| \| 21. August 2015 – 27. August 2015 1 Woche \| 1 \| Bon Jovi \| Burning Bridges \| – \| \| 28. August 2015 – 3. September 2015 1 Woche (insgesamt 10) \| 10 \| Alejandro Sanz \| Sirope \| – \| \| 4. September 2015 – 10. September 2015 1 Woche \| 1 \| Iron Maiden \| The Book of Souls \| – \| \| 11. September 2015 – 17. September 2015 1 Woche \| 1 \| Rozalén \| Quien me ha visto … \| Das Debütalbum Con derecho a … der Cantautora erreichte 2013 zwar nur Platz 21, hielt sich aber fast eineinhalb Jahre in den Charts. Album Nummer zwei stieg nun direkt auf Platz eins ein. \| \| 18. September 2015 – 24. September 2015 1 Woche (insgesamt 4) \| 4 \| Sweet California \| Head for the Stars \| Das erste Album des Madrider Trios war zwar schon vor knapp eineinhalb Jahren erschienen, kam aber erst im Frühjahr dieses Jahres richtig nach vorne. Während es noch um Position zehn platziert war, folgte bereits das zweite Album und zum zweiten Mal Platz eins in einem Jahr für die Girlgroup. Es dauerte aber noch einmal ein halbes Jahr bis zum März 2016, bis das Album richtig erfolgreich wurde und weitere Nummer-eins-Wochen hinzufügen konnte. \| \| 25. September 2015 – 1. Oktober 2015 1 Woche \| 1 \| Julio Iglesias \| México \| – \| \| 2. Oktober 2015 – 22. Oktober 2015 3 Wochen \| 3 \| Estopa \| Rumba a lo desconocido \| – \| \| 23. Oktober 2015 – 29. Oktober 2015 1 Woche \| 1 \| Vanesa Martín \| Directo \| – \| \| 30. Oktober 2015 – 12. November 2015 2 Wochen (insgesamt 6) \| 6 \| Manuel Carrasco \| Bailar el viento \| – \| \| 13. November 2015 – 19. November 2015 1 Woche \| 1 \| One Direction \| Made in the A. M. \| – \| \| 20. November 2015 – 26. November 2015 1 Woche (insgesamt 7) \| 7 \| Adele \| 25 \| – \| \| 27. November 2015 – 3. Dezember 2015 1 Woche \| 1 \| Malú \| Caos \| – \| \| 4. Dezember 2015 – 10. Dezember 2015 1 Woche \| 1 \| Auryn \| Ghost Town \| – \| \| 11. Dezember 2015 – 7. Januar 2016 4 Wochen (insgesamt 7) \| 7 \| Adele \| 25 \| – \| |                                       |                                       |                                       | |
| ← 2014 |                                       |                                       |                                       | → 2016 → |
| Zeitraum | Wo. ges.                              | Interpret                             | Titel                                 | Zusätzliche Informationen |
| (Zeitraum, Wochen auf Platz eins, Interpret, Titel, zusätzliche Informationen) |                                       |                                       |                                       | |
| 1. Dezember 2014 – 1. Februar 2015 9 Wochen (insgesamt 12) | 12                                    | Pablo Alborán                         | Terral                                | – |
| 2. Februar 2015 – 8. Februar 2015 1 Woche | 1                                     | Diana Krall                           | Wallflower                            | – |
| 9. Februar 2015 – 15. Februar 2015 1 Woche (insgesamt 12) | 12                                    | Pablo Alborán                         | Terral                                | – |
| 16. Februar 2015 – 22. Februar 2015 1 Woche | 1                                     | Calum                                 | Hey Babe!                             | Schon im Vorjahr hatten die Oviedo-Zwillinge aus La Voz Kids ein Nummer-eins-Album, ohne im Wettbewerb vorne gewesen zu sein. Auch der irischstämmige Calum Heaslip schied früh aus und hat jetzt ein Album auf Platz 1. |
| 23. Februar 2015 – 1. März 2015 1 Woche | 1                                     | Sweet California                      | Break of Day                          | Bereits zehn Monate zuvor war das Debütalbum der Girlband auf Platz drei eingestiegen. Eine Neuauflage mit Bonussongs und DVD ließ das Album noch einmal auf Platz eins steigen. |
| 2. März 2015 – 8. März 2015 1 Woche (insgesamt 4) | 4                                     | Joaquín Sabina                        | 500 noches para una crisis            | – |
| 9. März 2015 – 15. März 2015 1 Woche | 1                                     | Madonna                               | Rebel Heart                           | – |
| 16. März 2015 – 22. März 2015 1 Woche (insgesamt 4) | 4                                     | Joaquín Sabina                        | 500 noches para una crisis            | – |
| 23. März 2015 – 29. März 2015 1 Woche | 1                                     | Loquillo & Nu Niles                   | Código rocker                         | – |
| 30. März 2015 – 12. April 2015 2 Wochen (insgesamt 4) | 4                                     | Joaquín Sabina                        | 500 noches para una crisis            | – |
| 13. April 2015 – 19. April 2015 1 Woche | 1                                     | Auryn                                 | Circus Avenue                         | – |
| 20. April 2015 – 26. April 2015 1 Woche | 1                                     | Maná                                  | Cama incendiada                       | − |
| 27. April 2015 – 3. Mai 2015 1 Woche (insgesamt 2) | 2                                     | Gemeliers                             | Mil y una noches                      | – |
| 4. Mai 2015 – 7. Juni 2015 5 Wochen (insgesamt 10) | 10                                    | Alejandro Sanz                        | Sirope                                | – |
| 8. Juni 2015 – 14. Juni 2015 1 Woche | 1                                     | Robe                                  | Lo que aletea en nuestras cabezas     | Mit seiner Band Extremoduro hatte Robe Iniesta bereits drei Nummer-eins-Alben. Sein Solodebüt nach 28 Jahren mit der Band stieg ebenfalls an die Chartspitze. |
| 15. Juni 2015 – 21. Juni 2015 1 Woche (insgesamt 10) | 10                                    | Alejandro Sanz                        | Sirope                                | – |
| 22. Juni 2015 – 28. Juni 2015 1 Woche | 1                                     | Abraham Mateo                         | Who I Am                              | Mateos zweites Album war bereits Ende 2014 auf Platz 5 eingestiegen und schien nach 33 Wochen bereits wieder auf dem Weg aus den Charts, als es überraschend von Platz 93 auf Platz 1 stieg. |
| 29. Juni 2015 – 5. Juli 2015 1 Woche (insgesamt 10) | 10                                    | Alejandro Sanz                        | Sirope                                | – |
| 6. Juli 2015 – 9. Juli 2015 1 Woche (insgesamt 2) | 2                                     | Gemeliers                             | Mil y una noches                      | – |
| 10. Juli 2015 – 23. Juli 2015 2 Wochen (insgesamt 10) | 10                                    | Alejandro Sanz                        | Sirope                                | – |
| 24. Juli 2015 – 20. August 2015 4 Wochen | 4                                     | Antonio José                          | El viaje                              | – |
| 21. August 2015 – 27. August 2015 1 Woche | 1                                     | Bon Jovi                              | Burning Bridges                       | – |
| 28. August 2015 – 3. September 2015 1 Woche (insgesamt 10) | 10                                    | Alejandro Sanz                        | Sirope                                | – |
| 4. September 2015 – 10. September 2015 1 Woche | 1                                     | Iron Maiden                           | The Book of Souls                     | – |
| 11. September 2015 – 17. September 2015 1 Woche | 1                                     | Rozalén                               | Quien me ha visto …                   | Das Debütalbum Con derecho a … der Cantautora erreichte 2013 zwar nur Platz 21, hielt sich aber fast eineinhalb Jahre in den Charts. Album Nummer zwei stieg nun direkt auf Platz eins ein. |
| 18. September 2015 – 24. September 2015 1 Woche (insgesamt 4) | 4                                     | Sweet California                      | Head for the Stars                    | Das erste Album des Madrider Trios war zwar schon vor knapp eineinhalb Jahren erschienen, kam aber erst im Frühjahr dieses Jahres richtig nach vorne. Während es noch um Position zehn platziert war, folgte bereits das zweite Album und zum zweiten Mal Platz eins in einem Jahr für die Girlgroup. Es dauerte aber noch einmal ein halbes Jahr bis zum März 2016, bis das Album richtig erfolgreich wurde und weitere Nummer-eins-Wochen hinzufügen konnte. |
| 25. September 2015 – 1. Oktober 2015 1 Woche | 1                                     | Julio Iglesias                        | México                                | – |
| 2. Oktober 2015 – 22. Oktober 2015 3 Wochen | 3                                     | Estopa                                | Rumba a lo desconocido                | – |
| 23. Oktober 2015 – 29. Oktober 2015 1 Woche | 1                                     | Vanesa Martín                         | Directo                               | – |
| 30. Oktober 2015 – 12. November 2015 2 Wochen (insgesamt 6) | 6                                     | Manuel Carrasco                       | Bailar el viento                      | – |
| 13. November 2015 – 19. November 2015 1 Woche | 1                                     | One Direction                         | Made in the A. M.                     | – |
| 20. November 2015 – 26. November 2015 1 Woche (insgesamt 7) | 7                                     | Adele                                 | 25                                    | – |
| 27. November 2015 – 3. Dezember 2015 1 Woche | 1                                     | Malú                                  | Caos                                  | – |
| 4. Dezember 2015 – 10. Dezember 2015 1 Woche | 1                                     | Auryn                                 | Ghost Town                            | – |
| 11. Dezember 2015 – 7. Januar 2016 4 Wochen (insgesamt 7) | 7                                     | Adele                                 | 25                                    | – |